# Красноармейский (Кагальницкий район)
Красноармейский — хутор в Кагальницком районе Ростовской области.
Входит в состав Хомутовского сельского поселения.

## География
На хуторе имеются две улицы: Донская и Садовая.

## Население
| 2010 |
| ---- |
| 40   |